# Spinocerebellaire ataxie
Spinocerebellaire ataxie (SCA, ook genoemd ADCA) is een groep van neurodegeneratieve of neuromusculaire aandoeningen. Er zijn meer dan 40 SCA's, genummerd van 1 tot en met 49 met meestal verschillende verschijningsvormen met soms een overlap in de verschijnselen. De ziekte is autosomaal dominant overerfbaar, wanneer een van beide ouders belast is, heeft het kind 50% kans om de ziekte te erven. Indien een kind niet erfelijk belast is, kan het de ziekte niet meer doorgeven aan zijn of haar kinderen. Wanneer een kind de ziekte heeft is de kans dat zijn of haar kinderen de ziekte krijgen weer 50%. In de regel begint de ziekte dan op jongere leeftijd en verloopt sneller.

## Symptomen

### SCA2
De kleine hersenen, die verantwoordelijk zijn voor de motoriek en het bewegen, krimpen door de afname van hersenvocht wat de motoriek aantast. Het lopen, praten en aansturen van het lichaam wordt moeilijk en de coördinatie neemt af. Hierdoor loopt iemand bijvoorbeeld als een dronkenman of heeft een lallende spraak. Uiteindelijk wordt ook de ademhaling en het slikken aangetast, en kan er een lichte vorm van dementie optreden. Ook de oogspieren worden aangetast.
Kinderen van belaste ouders kunnen door middel van genetisch onderzoek vast laten stellen of zij erfelijk belast zijn met de ziekte. Het defecte gen dat verantwoordelijk is voor een aantal SCA's is bekend (Spinocerebellar ataxia type 1 t.e.m. 29) en aan de hand van de grootte van het gen kan een geneticus vaststellen of iemand erfelijk is belast. Met de toename van het aantal repeats begint de ziekte op jongere leeftijd en verloopt dan ook sneller.
Er bestaan geen medicijnen om de ziekte te genezen of te vertragen, wel wordt er onderzoek gedaan naar symptoomverlichtende medicatie. De tijdens de voortgang van de ziekte optredende spierkrampen bijvoorbeeld, worden met algemene middelen bestreden. Van het gebruik van magnesium is niet afdoende aangetoond dat dit de krampen bestrijdt. De Universiteit van Florida heeft onderzoek gedaan naar een medicijn genaamd Dalfampridine, en het medicijn zou volgens de uitkomsten van het onderzoek verbetering geven bij het lopen.
Eind 2016 wordt er een trial gestart met een stof genaamd trehalose. Volgens de onderzoeken zou er een lichte verbetering in spierkracht optreden. De studie is echter nog niet afgerond. Trehalose wordt in een hoge dosis intraveneus per infuus toegediend, omdat orale inname niet mogelijk is. In de darmen bevindt zich een stof genaamd trehalase. Die breekt de trehalose direct af. 
Door logopedie, fysiotherapie en aanpassingen kan men de functies zo goed mogelijk intact proberen te houden, maar uiteindelijk worden alle handelingen die je dagelijks verricht moeilijk. De maximale ziekteduur is ongeveer dertig jaar met een gemiddelde duur van ongeveer veertien jaar.